# Windsor Township (comté de Jefferson, Missouri)
Windsor Township est un ancien township, situé à l'ouest, du comté de Jefferson, dans le Missouri, aux États-Unis,.